# Laura Gauché
Laura Gauché (Moûtiers, 4 marzo 1995) è una sciatrice alpina francese.

## Biografia
Attiva in gare FIS dal marzo del 2011, la Gauché ha esordito in Coppa Europa il 7 febbraio 2012 a Jasná in supergigante (48ª) e in Coppa del Mondo l'11 gennaio 2014 ad Altenmarkt-Zauchensee in discesa libera (49ª).
Il 4 febbraio 2016 ha colto a Davos in supergigante il suo primo podio in Coppa Europa (2ª); ha debuttato ai Giochi olimpici invernali a Pyeongchang 2018, piazzandosi 22ª nella discesa libera e 12ª nella combinata, e ai Campionati mondiali a Cortina d'Ampezzo 2021, dove si è piazzata 20ª nella discesa libera, 26ª nel supergigante e 7ª nella combinata; l'anno dopo ai XXIV Giochi olimpici invernali di Pechino 2022 è stata 10ª nella discesa libera, 16ª nel supergigante e 8ª nella combinata, mentre ai Mondiali di Courchevel/Méribel 2023 si è classificata 12ª nella discesa libera, 14ª nel supergigante e 7ª nella combinata e il 26 febbraio dello stesso anno ha conquistato a Crans-Montana in discesa libera il primo podio in Coppa del Mondo (3ª). Ai Mondiali di Saalbach-Hinterglemm 2025 si è piazzata 20ª nella discesa libera, 13ª nel supergigante e 13ª nella combinata a squadre.

## Palmarès

### Coppa del Mondo
- Miglior piazzamento in classifica generale: 30ª nel 2024
- 1 podio (in discesa libera):
  - 1 terzo posto

### Coppa Europa
- Miglior piazzamento in classifica generale: 40ª nel 2014
- 2 podi:
  - 2 secondi posti

### Campionati francesi
- 8 medaglie:
  - 5 argenti (combinata nel 2021; discesa libera, supergigante nel 2022; discesa libera, supergigante nel 2025)
  - 3 bronzi (discesa libera nel 2017; discesa libera nel 2021; combinata nel 2022)